# Pireneitega luniformis
Pireneitega luniformis är en spindelart som först beskrevs av Zhu och Wang 1994.  Pireneitega luniformis ingår i släktet Pireneitega och familjen mörkerspindlar. Inga underarter finns listade i Catalogue of Life.